# Galíciai csata
A galíciai csata, más néven lembergi csata, egy jelentős csata volt Oroszország és az Osztrák-Magyar Monarchia között az 1914- es első világháború korai szakaszában. A csata során az osztrák-magyar seregek súlyos vereséget szenvedtek és kiszorultak Galíciából, az oroszok pedig elfoglalták Lemberget, és körülbelül kilenc hónapon át uralták Kelet-Galíciát, egészen a gorlicei és tarnówi vereségig.

## Háttér
A háború kitörésekor az osztrák-magyar vezérkari főnök, Franz Conrad von Hötzendorf azt tervezte, hogy északi hadseregeivel (1. és 4.) offenzívát indít Oroszország ellen. Az oroszok számában jóval meghaladnák a központi hatalmakat (különösen az osztrák-magyar hadseregeket, amelyek Oroszország elsődleges célpontjai voltak), Conrad úgy vélte, hogy a legjobb megoldás a korai előrenyomulás Dél-Lengyelországba, ahol az oroszok az újonnan mozgósított egységeiket koncentrálják. 
Conrad tudta, hogy német szövetségesei offenzívát indítottak Nyugaton, hogy legyőzzék a franciákat a háború első tíz hetében. Csak a német 8. hadsereg lenne keleten, ahol Kelet-Poroszországban állna védelembe. A franciákkal kötött szövetségük azonban arra kényszerítette az oroszokat, hogy azonnal megtámadják a németeket, így jelentős orosz erőket küldtek Kelet-Poroszország megsegítésére. Így az 1. és 4. osztrák-magyar hadsereg közvetlen német támogatás nélkül nyomulna be Lengyelországba. 1914. augusztus 23-án Conrad 1., 3. és 4. hadserege Galíciában összpontosult 280 km-es front mentén.
Augusztus 2-án Nyikolaj Nyikolajevics nagyherceget, II. Miklós cár másodfokú unokatestvérét főparancsnokká nevezték ki. Kiváló hírneve volt a csapatok kiképzése terén, de sohasem irányított tábori hadsereget, és megdöbbentette váratlan kinevezése. Az orosz 3., 4., 5. és 8. hadsereget Galíciába osztották be. Az orosz haditerv szerint Nyikolaj Ivanov, a Délnyugati Front orosz parancsnoka álljon ellen a Lembergtől keletre előretörő osztrák-magyar offenzíva ellen. A 3. és 8. hadsereg támadást indít Kelet- Galícia ellen . Az oroszok napi 260 vonatot hozhatnak a frontjukra, szemben az osztrák-magyar 152-vel.

## Csaták
Az osztrák-magyar 1. hadsereg Viktor Dankl tábornok vezetésével északon Lublin felé haladt. Dankl lecsapott és visszaűzte Zaltsa báró orosz negyedik hadseregét az úgynevezett kraśniki csatában. Dankl hadserege 6000 foglyot tudott elfogni.
Dankltól jobbra a Cholmot célzó Osztrák-Magyar 4. Hadsereg a komárówi csatában Plehve vezetésével visszaszorította az orosz 5. hadsereget, 20 000 foglyot ejtett és súlyos veszteségeket ejtett. Az orosz hadsereg körül tervezett osztrák burkolómozgalom azonban kudarcot vallott.
Miközben az oroszokat az északi fronton visszaszorították, az osztrák 3. hadsereg és a Kövess-hadseregcsoport egyidejűleg előrenyomult Ivanov balszárnya ellen. A déli fronton Ivanov kezében volt a harmadik orosz hadsereg Nyikolaj Ruzszkij, az orosz nyolcadik hadsereg pedig Alekszej Bruszilov vezetése alatt. Bruszilov és Ruzszkij olyan alaposan szétverte az osztrák-magyarokat, hogy bár a rossz utak miatt az oroszok két napra megálltak, az osztrákok nem tudták újra összeállni, hogy megállítsák az orosz hajtást. Ez a támadás a Gnila Lipa-i csata néven vált ismertté.
A teljes 3. hadsereg és a Kövess-hadseregcsoport teljes visszavonulásában Conrad elvonta az erőket az északi frontról. Valójában az oroszok Lembergtől északra még mindig potenciális veszélyt jelentettek. Ivanov megparancsolta Plehve tábornok ötödik hadseregének, hogy támadjanak, és szorítsák vissza az osztrákokat, miközben megkezdték az hadsereg dél felé történő átcsoportosítását a Rava Ruszka-i csata néven ismert ütközetben. Az osztrák második hadsereget gyorsan visszahívták Szerbiából, de már késő volt, Galíciában az egész osztrák front összeomlott, az oroszok pedig átvették az ellenőrzést Lemberg felett.

## Eredmények

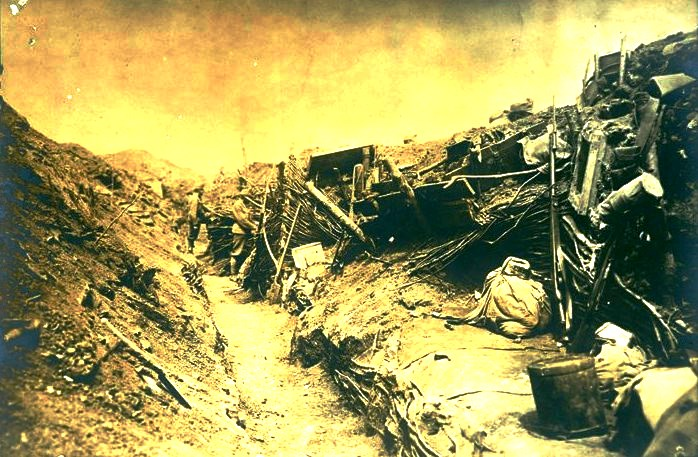
Egy osztrák-magyar árok megsemmisítése orosz bombázást követően.

Holger Herwig 100 000 halottra, 220 000 sebesültre és 100 000 elfogottra becsüli az osztrák-magyar veszteséget.  Prit Buttar szerint az osztrák-magyar hadsereg 324 ezer embert veszített Galíciában, ebből 130 ezret ejtett foglyul, míg az oroszok 225 ezer embert, ebből 40 ezer fogságba esett.  Más történészek 400 000 fős osztrák-magyar veszteséget,     vagy "az Osztrák-Magyar Hadsereg harci hatékonyságának egyharmadát",  és 250 000 orosz veszteséget becsülnek.  
Az oroszok a frontot 100 mérföldre (160 kilométerre) nyomultak be a Kárpátokba, teljesen körülvették az osztrák Przemyśl erődöt, és megkezdték Przemyśl ostromát, amely több mint száz napig tartott. A csata súlyosan gyengítette az Osztrák-Magyar Hadsereget, megölte a kiképzett tisztek nagy részét, és megbénította Ausztria-Magyarországot. Bár az oroszokat teljesen összetörték a tannenbergi csatában, a lembergi győzelmük megakadályozta, hogy ez a vereség teljesen megviselje az orosz közvéleményt.

## Hadrend

### Orosz erők
Orosz délnyugati front. Főparancsnok – Nyikolaj Ivanov, vezérkari főnök – Mihail Alekszejev
- 4. hadseregparancsnok – Anton von Saltza (a kraszniki csata után Alekszej Evert váltotta).
  - Grenadiers Corps
  - XIV. Hadtest
  - XVI. Hadtest
- 5. hadsereg, parancsnok – Pavel Adamovics Plehve
  - V. hadtest
  - A XVII. Hadtest
  - XIX. Hadtest
  - XXV. Hadtest
- 3. hadsereg, parancsnok – Nyikolaj Ruzszkij – Törzstisztek: Vlagyimir Mihajlovics Dragomirov, Nyikolaj Duhonin, Mihail Boncs-Bruevics
  - IX. Hadtest
  - X. hadtest
  - XI. Hadtest
  - XXI. Hadtest
- 8. hadsereg, parancsnok – Alekszej Bruszilov – vezérkari tisztek, Anton Ivanovics Denyikin (negyedparancsnok)
  - VII. Hadtest
  - VIII. Hadtest
  - XII. Hadtest
  - XXIV. Hadtest

### Osztrák-magyar haderő
- Kummer-hadseregcsoport
  - 7. Lovas hadosztály
  - Landsturm erők
- 1. hadsereg . Parancsnok – Dankl Viktor
  - I. hadtest (Krakkó) – 5 és 46 gyalogos hadosztály
  - V. hadtest (Pozsony) – 14., 33. és 37 gyaloghadosztály
  - X. hadtest (Przemysl) – 2., 24. és 45. Gyaloghadosztályok
  - 12. Gyaloghadosztály
  - 3. Lovas hadosztály
  - 9. Lovas hadosztály
- 4. hadsereg. Parancsnok – Moritz von Auffenberg
  - II. hadtest (Wien) – 4., 13. és 25. Gyaloghadosztályok
  - VI. hadtest (Kaschau) – 15., 27. és 39. Gyaloghadosztályok
  - IX. hadtest (Leitmeritz) – 10. és 26. Gyaloghadosztályok
  - A XVII. Hadtest (a háború kitörésekor alakult) – 19. Gyaloghadosztály
  - 6. Lovas hadosztály
  - 10. Lovas hadosztály
- 3. hadsereg. Parancsnok – Rudolf Brudermann
  - XI. hadtest (Lemberg) – 30. Gyaloghadosztály
  - XIV. hadtest (Innsbruck) – 3., 8. és 44. Gyaloghadosztály
  - 23. Gyaloghadosztály
  - 41. Gyaloghadosztály
  - 2. Lovas hadosztály
  - 4. Lovas hadosztály
- Kövess-hadseregcsoport 
  - III. hadtest (Graz) – 6., 28. és 22. Gyaloghadosztályok
  - XII. hadtest (Hermannstadt) – 16., 35. és 38. Gyaloghadosztályok
  - 11. Gyaloghadosztály
  - 43. Gyaloghadosztály
  - 20. Gyaloghadosztály
  - 1. Lovas hadosztály
  - 5. Lovas hadosztály
  - 8. Lovas hadosztály